# تاتسوهیرو ساکاموتو
باشگاه کنونی2024/2025 کاونتری سیتی انگلیس /چمپیونزشیب . تاتسوهیرو ساکاموتو (ژاپنی: 坂元 達裕؛ زادهٔ ۲۲ اکتبر ۱۹۹۶) یک بازیکن فوتبال اهل ژاپن است.
از باشگاه‌هایی که در آن بازی کرده‌است می‌توان به باشگاه فوتبال مونتدیو یاماگاتا و باشگاه فوتبال سرزو اوساکا اشاره کرد.